# Begonia beddomei
Espèce
Synonymes
- Begonia assamica Linden ex Pynaert[1]

Begonia beddomei est une espèce de plantes de la famille des Begoniaceae. Ce bégonia est originaire d'Inde. L'espèce fait partie de la section Platycentrum.
Elle a été décrite en 1884 par Joseph Dalton Hooker (1817-1911). L'épithète spécifique beddomei signifie « de Beddome », en hommage au colonel Richard Henry Beddome (1830-1911), naturaliste britannique qui a récolté le spécimen type dans l'Assam en 1868.  

## Répartition géographique
Cette espèce est originaire du pays suivant : Inde.